# Ernobius conicola
Ernobius conicola är en skalbaggsart som beskrevs av Fisher 1919. Ernobius conicola ingår i släktet Ernobius och familjen trägnagare. Inga underarter finns listade i Catalogue of Life.